# Hangerőháború

A hangerő átlagos növekedése az utóbbi 20 évben

A hangerőháború (angolul loudness war) egy, a modern kor zeneiparában megfigyelhető jelenség, mely arra törekszik, hogy egy stúdióban elkészített új, vagy egy újrakevert (újramaszterizált) régi zeneanyag teljes egészében a lehető leghangosabban szóljon. A kifejezés nem egyszerűen a hangos zenehallgatásra, hanem a zeneanyagok számítógéppel való olyan befolyásolására vonatkozik, ami a zene eredetileg halk részeit is hangossá teszi, ezzel a zene halk s hangos részei közti különbséget (dinamika) jelentősen csökkenti.

## Alapfogalmak
A jelenség megértéséhez 3 alapfogalom ismerete szükséges, ezek a dinamika, a jel-zaj viszony és a torzítás.
- A dinamika a zene leghangosabb és még meghallható leghalkabb részei közti különbség, úgynevezett decibelben megadva. Esetünkben a hanghordozóra rögzített zene leghangosabb, valamint leghalkabb, de még kimutatható része kerül meghatározásra. A hangerőháborúban alkalmazott hangerőemelés ennek az értéknek az olykor jelentős csökkentését jelenti.
- A jel-zaj viszony egy hasonló, szintén decibelben megadott érték, de itt nem a leghangosabb és leghalkabb zenei részlet különbsége, hanem a leghangosabb rész és az alapzaj különbsége van megadva, ahol a leghalkabb zenei részlet már beleolvad az általában sziszegő alapzajba. Itt szintén csak a hanghordozóra rögzített jel-zaj viszony kerül meghatározásra, a lejátszóberendezések nagyon különböző színvonala, zajszintje s hangminősége ebben az esetben nem számít. Egy átlag magnókazetta jel-zaj viszonya zajcsökkentés nélkül átlag 40 decibel, egy CD lemezé 100 decibel. Az analóg stúdióberendezések is produkálnak kisfokú, s a kész zeneanyag részét képező zajt, akárcsak a hanglemezek, melyeknél a tű által letapogatott zajt okoz a hanglemez alapanyagának mikroszkopikus egyenetlensége.
- A torzítás analóg hangrögzítésnél a jelszint növelésével is növekszik. Az úgynevezett 0 decibel az a leghangosabb érték, ahol a torzítás még elfogadható szinten áll. Megjegyzendő, hogy ebben az esetben a 0 decibel mást jelent, mint az emberi hallásküszöbnek, azaz a csendnek érezhető fiziológiai nulla decibel. +3 decibel már igen jelentős torzítást okoz, −3 decibel a hangerő jelentős csökkenését, ezáltal a jel-zaj viszony emelkedését jelenti. Egy átlag, magnókazettára rögzített anyag 3. felharmonikus torzítása 3%, egy CD lemezé 0,1%.

Digitális rögzítésnél a torzítás 0 környékén marad, majd egy pontot elérve a zene élvezhetetlenné válik, ez a pont az úgynevezett digitális 0 decibel, felette jön a digitális torzítás (digital clipping).
Fentiek alapján egy zeneanyag átlaghangerejét csak úgy lehet növelni, hogy a leghangosabb részek hangereje ne haladja meg a 0 decibel környékét, mert felette megjelenik a torzítás. Mivel ezt a pontot a leghangosabb részek nem haladhatják meg, csak úgy lehet felhangosítani a halkabb részeket, hogy közben a hangos részek ne változzanak. Az eljárás neve dinamikasűrítés, számítógéppel történik.

## Az analóg hangtechnika
A digitális korszak előtt a zeneanyagokat analóg stúdiómagnókkal rögzítették, majd a zene hanglemezen, műsoros kazettán került a vevőkhöz. A rendszer lényegéből adódóan minél magasabb volt a hangerő, annál nagyobb volt a torzítás. A maximálisan elfogadott érték az úgynevezett 0 decibel volt, ez azt jelentette, hogy a zenei 3. felharmonikus torzítása elérte a 3%-ot. Ezt az értéket a zene leghangosabb részei is csak pillanatokra érhették el. A +3 decibel már igen jelentős torzítást okozott. Lehetőleg már a 0 értéket is célszerű volt kerülni, az átlaghanganyagok leghangosabb részeit a stúdiókban −3 decibel környékére maximalizálták, ami igen jelentős hangerőcsökkenés a 0 decibelhez képest.
A hangerő további csökkentésével ugyan csökkent a torzítás, de értelemszerűen csökkent a dinamika s a jel-zaj viszony, a halkabb zenéhez képest hangosabbnak tűnt a mindig ottlevő alapzaj, sziszegés. A legjobb hangzást a torzítás, dinamika, jel-zaj viszony, a zeneanyag hossza s hangossága figyelembevételével, a beállítások „kisakkozásával” lehetett elérni.
A hanghordozás legfőbb eszköze azokban az években a hanglemez volt, itt bizonyos mechanikai korlátok is voltak. Főleg a szokottnál hosszabb zeneanyagoknál (pl. válogatások) kisebbre kellett venni az oldalirányú barázdakitéréseket, hogy az adott méretű lemezre több barázda férjen fel, a kellően hosszú műsoridő rendelkezésre álljon. Ilyenkor a hangerő mellett értelemszerűen a jel-zaj viszony s a dinamika is csökkent, a hanglemezen mindig ottlévő surrogás hangosabbnak tűnt. Túl nagyra sem lehetett venni a barázdakitérést, mert kiugrott volna a tű a barázdából. A kazettás magnóknál nagy jelszintnél a torzítás, alacsonynál a sziszegő szalagzaj jelentette a bajt, utóbbit különféle eljárásokkal próbálták kiszűrni.

## A digitális korszak kezdete
Mindezen gondok megoldódtak a digitális korszakban. Minden további nélkül el lehetett érni a 0 decibel környékét úgy, hogy a torzítás elhanyagolható maradt. Mivel a digitális rendszer alapzaja is elhanyagolható, a leghalkabb hangoknak az emberi hallásküszöb volt a határa, minden addiginál magasabbra lehetett emelni a zene dinamikáját, ami a maximális erejű és az elvileg éppen még meghallható hang különbsége, a leghalkabb hangok már nem olvadtak bele az alapzajba. Ez kizárólag a torzítás, a jel-zaj viszony, valamint a dinamika szempontjából vizsgálva előrelépést s minőségjavulást jelentett az analóg technikával szemben. A digitális technika adta lehetőségekkel régi, rossz minőségű zeneanyagok restaurálása nyílt lehetőség, ennek hasznos részét képezte a mértékkel és megfontoltan alkalmazott dinamikasűrítés is.
Az addig pozitív jelenség visszájára fordulása már 1990 körül megkezdődött. A hangerő csúcsát az évek alatt egyre inkább emelték a −3 decibelről a 0 nulla decibelre, majd azt is tovább növelve a maximális érték, az úgynevezett digitális torzítás (clipping) közelébe. Ezzel még önmagában nem lenne probléma, ha csak a leghangosabb s rövid zenei csúcsok jutnak pár pillanatra az elérhető maximális szint közelébe, de egyéb beavatkozás nem történik.

## Folyamatos verseny az egyre nagyobb hangerőért
A jelenség a 2000-es évek elejétől fordult komolyra, amikor elkezdték a hangerő szintjét tovább emelni. A zene leghangosabb részei ekkor már a digitális torzítási (clipping) szint felett lennének s messze torzítanának, de a számítógépes hangsűrítő a torzítási határt meghaladó részek hangerejét csökkenti, gyakorlatilag a hullámgörbét levágja, de az alacsonyabb hangerejű részletek hangerejét jelentősen megemeli.
Ennek eredményeként a leghangosabb részek változatlanok maradnak, de az átlag s halk részek sokkal hangosabbá válnak, a zene természetes dinamikája jelentősen lecsökken, sűrűsödik. A zene egésze sokkal hangosabbnak tűnik, de ugyanakkor természetellenessé válik.
A jelenség legkönnyebben egy eredeti, régi kiadású CD s egy ugyanazt a zeneanyagot tartalmazó újramaszterizált (újrakevert) CD összevetésével figyelhető meg. Az eredetivel összevetve az új változaton a zene egésze sokkal hangosabb, valamint az eredetileg halk s hangos részek különbsége jelentősen kisebb. Ha egyidejűleg s egyformára vett hangerőn hallgatunk meg 2 ilyen anyagot, a sűrített anyag minőségromlása már egyértelműen tapasztalható.
A hangos és halk részletek közti különbség, más szóval dinamika csökkentésével a hangerőt elvileg a zene teljes élvezhetetlenségéig lehet fokozni. Az így befolyásolt zeneanyag hangerejének utólagos visszahalkítása már semmi eredményt nem hoz, a zeneanyag természetellenes hangzású marad. Az újabb zeneanyagokat már gyakran eleve sűrítve készítik el, az ilyen hanganyagokhoz szokott fülnek egy nagyon halk s nagyon hangos részeket is tartalmazó természetes zene hangzása tűnik rossznak.

## A jelenség lehetséges okai
Több ok is állhat a háttérben. Régi megfigyelés, hogy hifikészülékek kettős vaktesztjekor a közönség azt a berendezést hallja jobbnak, melynek azonos zenével és beállítással nagyobb a hangereje, a hangerőnövelés állhat e pszichoakusztikai megfigyelés mögött is. Egyes vélemények szerint a hangerőnöveléssel eleinte a CD lemezek lehetőségeit aknázták ki, valamint a nagyon régi, „ványadt” hangzású zeneanyagoknak adtak kissé élettelibb hangzást.
Újabb vélemények szerint a komoly hifiberendezések helyett MP3-készülékeken s okostelefonokon, zajos környezetben való utcai s fülhallgatós zenehallgatás, a diszkók s rádióállomások hangos zene iránti igénye, valamint a zenestúdiók az eleve jóval gyengébb minőségű MP3-hangzásához való igazodása állhat a jelenség hátterében.